# Wereldkampioenschappen boksen 1993
De wereldkampioenschappen boksen 1993 vonden plaats van 7 tot en met 16 mei 1993 in Tampere, Finland. Het toernooi werd onder auspiciën van  AIBA georganiseerd en was de zevende editie van de Wereldkampioenschappen boksen voor mannen.

## Medailles
| Gewichtsklasse                | Goud                  | Zilver                  | Brons                                     |
| ----------------------------- | --------------------- | ----------------------- | ----------------------------------------- |
| Lichtvlieggewicht (– 48 kg)   | Nshan Munchyan        | Daniel Petrov           | Albert Guardado Erdenetsogtyn Tsogtjargal |
| Vlieggewicht (– 51 kg)        | Waldemar Font         | Kikmatulla Ahmedov      | Hassan Mustafa Damaen Kelly               |
| Bantamgewicht (– 54 kg)       | Aleksandar Khristov   | Joel Casamayor          | Vladislav Antonov Ilhan Güler             |
| Vedergewicht (– 57 kg)        | Serafim Todorov       | Enrique Carrión         | Ramaz Paliani Marcelica Tudoriu           |
| Lichtgewicht (– 60 kg)        | Damian Austin         | Larry Nicholson         | Tibor Rafael Vasile Nistor                |
| Halfweltergewicht (– 63,5 kg) | Héctor Vinent         | Jyri Kjall              | Oleg Saitov Oktay Urkal                   |
| Weltergewicht (– 67 kg)       | Juan Hernández Sierra | Vitalijus Karpačiauskas | Sergiy Gorodniczev Andreas Otto           |
| Halfmiddengewicht (– 71 kg)   | Francisc Vastag       | Alfredo Duvergel        | Sergey Karavajev Geir Hitland             |
| Middengewicht (– 75 kg)       | Ariel Hernández       | Akın Kuloğlu            | Raymond Joval Vassiliy Jirov              |
| Halfzwaargewicht (– 81 kg)    | Ramón Garbey          | Jacklord Jacobs         | Dale Brown Rostyslav Zaulychnyi           |
| Zwaargewicht (– 91 kg)        | Félix Savón           | Georgi Kandelaki        | Stéphane Allouane Arshak Avartakyan       |
| Superzwaargewicht (+ 91 kg)   | Roberto Balado        | Svilen Rusinov          | Yevgeny Belousov Jo-el Scott              |

## Medaillespiegel
| Plaats | Land             | Goud | Zilver | Brons | Totaal |
| 1      | Cuba             | 8    | 3      | 0     | 11     |
| 2      | Bulgarije        | 2    | 2      | 0     | 4      |
| 3      | Roemenië         | 1    | 0      | 2     | 3      |
| 4      | Armenië          | 1    | 0      | 1     | 2      |
| 5      | Verenigde Staten | 0    | 1      | 2     | 3      |
| 6      | Georgië          | 0    | 1      | 1     | 2      |
| 6      | Turkije          | 0    | 1      | 1     | 2      |
| 8      | Finland          | 0    | 1      | 0     | 1      |
| 8      | Litouwen         | 0    | 1      | 0     | 1      |
| 8      | Nigeria          | 0    | 1      | 0     | 1      |
| 8      | Oezbekistan      | 0    | 1      | 0     | 1      |
| 12     | Rusland          | 0    | 0      | 4     | 4      |
| 13     | Duitsland        | 0    | 0      | 2     | 2      |
| 13     | Oekraïne         | 0    | 0      | 2     | 2      |
| 15     | Canada           | 0    | 0      | 1     | 1      |
| 15     | Egypte           | 0    | 0      | 1     | 1      |
| 15     | Frankrijk        | 0    | 0      | 1     | 1      |
| 15     | Ierland          | 0    | 0      | 1     | 1      |
| 15     | Kazachstan       | 0    | 0      | 1     | 1      |
| 15     | Mongolië         | 0    | 0      | 1     | 1      |
| 15     | Nederland        | 0    | 0      | 1     | 1      |
| 15     | Noorwegen        | 0    | 0      | 1     | 1      |
| 15     | Slowakije        | 0    | 0      | 1     | 1      |
| Totaal | Totaal           | 12   | 12     | 24    | 48     |